# 컨베이어 벨트

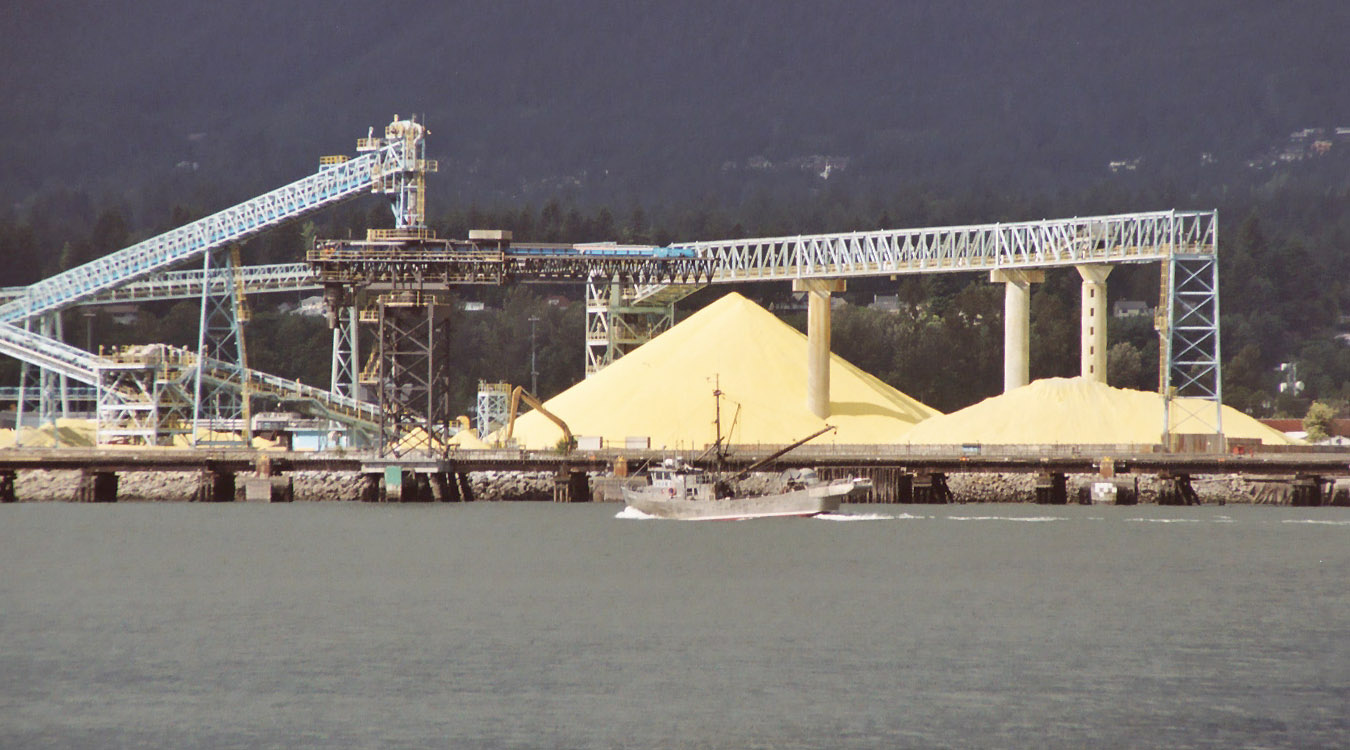
이 컨베이어 구조물에는 철도 차량에서 저장 장소로, 저장 장소에서 선박으로 벌크 황을 이동시키는 벨트가 들어 있다.

컨베이어 벨트(Conveyor belt)는 벨트 컨베이어 시스템(종종 벨트 컨베이어로 단축됨)의 운반 매체이다. 벨트 컨베이어 시스템은 두 개 이상의 도르래(때로는 드럼이라고도 함)로 구성되며, 이 드럼 주위를 도는 폐쇄 루프 형태의 운반 매체인 컨베이어 벨트가 있다. 도르래 중 하나 또는 둘 모두에 동력이 공급되어 벨트와 벨트 위의 재료를 앞으로 이동시킨다. 동력이 공급되는 도르래는 구동 도르래라고 하고, 동력이 공급되지 않는 도르래는 아이들러 도르래라고 한다. 벨트 컨베이어에는 두 가지 주요 산업 등급이 있다. 공장 내부에서 상자를 이동시키는 것과 같은 일반적인 재료 취급과 곡물, 소금, 석탄, 광석, 모래, 운반토 등과 같은 대량의 자원 및 농업 재료를 운반하는 데 사용되는 벌크 재료 취급이다.

## 개요

동력 전달 벨트와 도르래 사이의 접점. 컨베이어 벨트는 넓은 벨트와 도르래를 사용하며 경로를 따라 롤러 또는 평평한 팬에 의해 지지된다.

컨베이어는 자동화된 분배 및 창고, 그리고 제조 및 생산 시설에서 사용되는 내구성 있고 신뢰할 수 있는 구성 요소이다. 컴퓨터 제어 팔레트 취급 장비와 결합하여 보다 효율적인 소매 (상업), 도매 및 제조업 분배 (사업)를 가능하게 한다. 이는 많은 양을 공정을 통해 신속하게 이동시킬 수 있는 노동 절약 시스템으로 간주되어 기업이 더 적은 저장 공간과 더 적은 노동 비용으로 더 많은 양을 선적하거나 받을 수 있다.
벨트 컨베이어는 가장 다재다능하고 비용이 저렴하기 때문에 가장 일반적으로 사용되는 동력 컨베이어이다. 제품은 벨트 위에서 직접 운반되므로 정규 또는 불규칙한 모양의 물체, 크거나 작은 물체, 가볍거나 무거운 물체 모두 성공적으로 운반할 수 있다. 벨트 컨베이어는 또한 테이퍼 롤러와 곡선 벨트를 사용하여 모서리 주변으로 제품을 운반하는 곡선 구간으로 제조된다. 이러한 컨베이어 시스템은 우편 분류 사무실과 공항 수하물 처리 시스템에서 일반적으로 사용된다.
벨트 컨베이어는 일반적으로 평평한 금속 베드의 양 끝에 롤러가 있는 금속 프레임으로 구성되어 구조가 상당히 유사하다. 고무 컨베이어 벨트는 불규칙한 밑면이 있는 물건, 롤러 사이에 떨어지는 작은 물건(예: 회전 초밥 바), 또는 롤러 사이에서 처지는 제품 봉지를 운반하는 데 일반적으로 사용된다. 벨트는 각 롤러 주위를 순환하며, 한 롤러에 동력이 공급되면(전동기에 의해) 벨트가 단단한 금속 프레임 베드를 가로질러 미끄러지면서 제품을 이동시킨다. 중작업 응용 분야에서는 벨트가 당겨지는 베드를 롤러로 대체한다. 롤러는 벨트에 가해지는 더 무거운 하중으로 인해 발생하는 마찰량을 줄여 무게를 운반할 수 있게 한다. 표준 벨트 컨베이어 구조의 예외는 샌드위치 벨트 컨베이어이다. 샌드위치 벨트 컨베이어는 하나가 아닌 두 개의 컨베이어 벨트를 사용한다. 이 두 개의 일반적인 컨베이어 벨트는 서로 마주보도록 배치되어 운반되는 물건을 "샌드위치 같은" 형태로 단단히 고정한다.
벨트 컨베이어는 제품을 직선으로 운반하거나 고도 또는 방향 변화를 통해 운반하는 데 사용할 수 있다. 벌크 재료를 부드러운 경사 또는 부드러운 곡률을 따라 운반하는 경우 트로프 벨트 컨베이어를 사용한다. 벨트의 트로프는 흐름성 재료가 벨트 가장자리 내에 포함되도록 한다. 트로프는 아이들러 프레임 측면에서 아이들러 롤러를 수평에 대해 각도로 유지함으로써 달성된다. 파이프 컨베이어는 최대 35도까지 더 가파른 곡선 및 경사가 필요한 재료 이동 경로에 사용된다. 파이프 컨베이어는 벨트 가장자리가 함께 말려 파이프와 같은 원형 단면을 형성하는 특징이 있다. 트로프 벨트 컨베이어와 마찬가지로 파이프 컨베이어도 아이들러 롤러를 사용한다. 그러나 이 경우 아이들러 프레임이 컨베이어 벨트를 완전히 둘러싸서 파이프 단면을 유지하면서 앞으로 밀어준다. 높은 각도와 뱀 모양의 곡률이 필요한 이동 경로의 경우 샌드위치 벨트가 사용된다. 샌드위치 벨트 설계는 운반되는 재료가 수평 경로와 달리 수직 경로를 가능하게 하는 최대 90도 각도의 높은 경사 경로를 따라 이동할 수 있도록 한다. 이 운반 옵션은 또한 아이들러에 의해 동력이 공급된다.
도르래와 아이들러 롤러 외에 벨트 운반 시스템의 다른 중요한 구성 요소로는 감속 기어 박스, 구동 모터 및 관련 커플링의 구동 장치, 벨트를 청소하는 스크레이퍼, 배출 방향을 제어하는 슈트, 수신 벨트에서 배출물을 포함하는 스커트, 벨트 "장력"을 위한 테이크업 어셈블리, 인원 안전을 위한 안전 스위치 및 스트링거, 짧은 기둥, 구동 프레임, 도르래 프레임과 같은 기술 구조물이 벨트 운반 시스템을 완성하는 나머지 항목을 구성한다. 특정 응용 분야에서는 벨트 컨베이어를 정적 축적 또는 상자에도 사용할 수 있다.

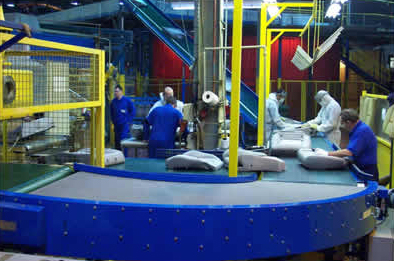
포장 창고의 벨트 컨베이어 시스템
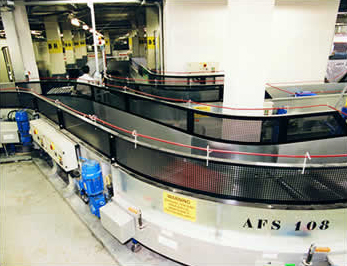
수하물 처리 벨트 컨베이어 시스템
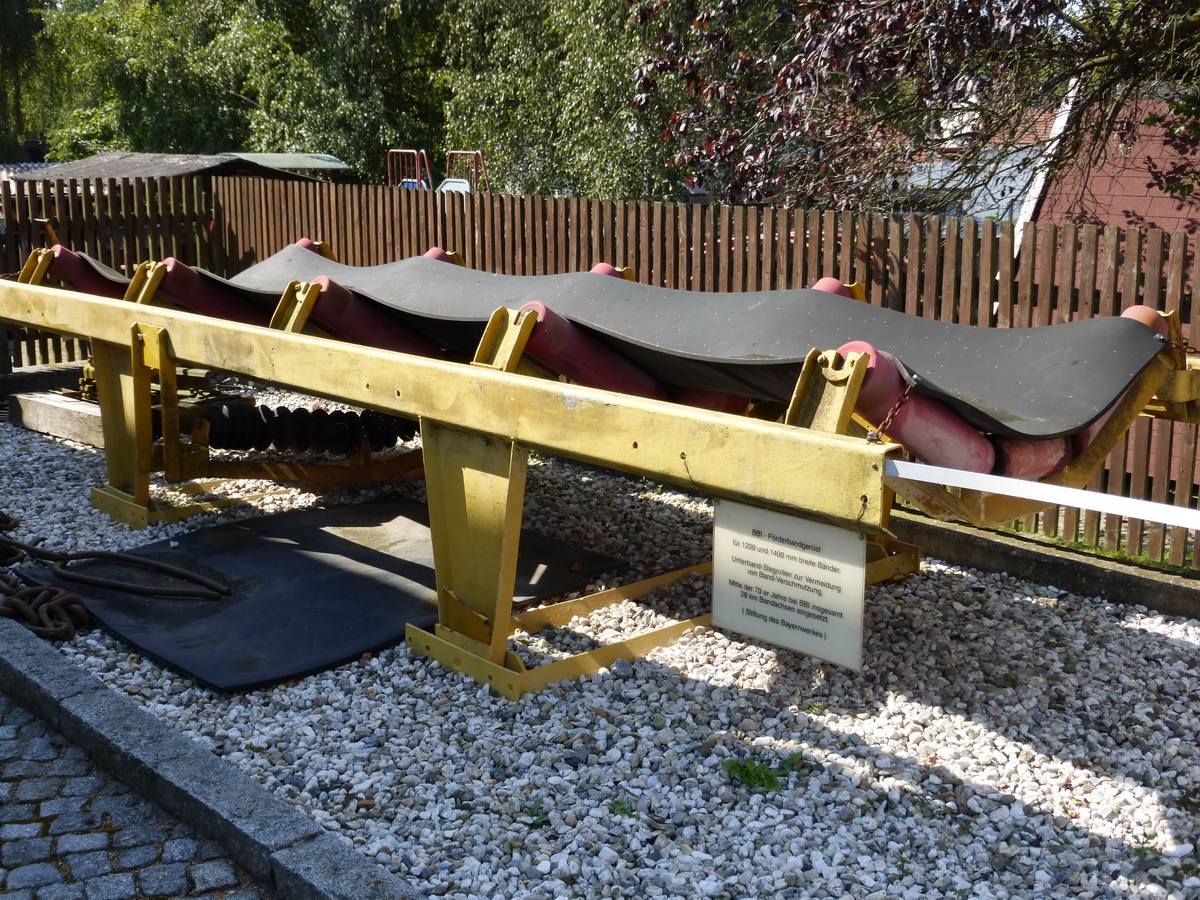
바이에른주의 노천 갈탄 광산에서 나온 벨트 컨베이어

## 역사
원시적인 컨베이어 벨트는 19세기부터 사용되었다. 1868년, 핌리코의 영국의 조선공 조셉 토머스 팔러는 컨베이어 벨트가 있는 양곡기를 특허냈고, 에임즈 플로우 컴퍼니의 일리노이주 찰스 덴턴은 벨트 "컨베이어"가 있는 수확기를 특허냈다. 1880년대에는 미국 엘리베이터, 제당소, 제재소, 그리고 영국 맥아 공장에서 컨베이어 벨트가 사용되었다.
1892년, 토머스 로빈스는 석탄, 광석 및 기타 제품을 운반하는 데 사용되는 컨베이어 벨트 개발로 이어진 일련의 발명품을 시작했다. 1901년, 샌드빅은 강철 컨베이어 벨트를 발명하고 생산하기 시작했다. 1905년, 리처드 서클리프는 석탄 광산에서 사용하기 위한 최초의 컨베이어 벨트를 발명하여 광업 산업을 혁신했다. 1913년, 헨리 포드는 포드 모터 컴퍼니의 미시간주 하이랜드 파크 공장에 컨베이어 벨트 조립 라인을 도입했다.
1972년, 프랑스 회사 REI는 누벨칼레도니에 당시 세계에서 가장 긴 직선 벨트 컨베이어를 건설했으며, 그 길이는 13.8 km (8.6 마일)이다. Hyacynthe Marcel Bocchetti가 컨셉 디자이너였다. 가장 긴 컨베이어 벨트는 서부 사하라의 부 크라 인산염 광산(1973년, 11개 구간에 98km)에 있다. 가장 긴 단일 스팬 컨베이어 벨트는 서호주 보딩턴 보크사이트 광산(31km)에 있다.
1957년, BF 굿리치 컴퍼니는 뫼비우스의 띠 컨베이어 벨트를 특허냈고, 이를 "턴오버 컨베이어 벨트 시스템"으로 생산했다. 반쪽 비틀림을 통합하여 전체 표면적이 마모에 노출될 수 있으므로 기존 벨트보다 수명이 길다는 장점이 있었다. 이러한 뫼비우스의 띠 벨트는 비틀리지 않은 현대 벨트가 여러 층의 다른 재료로 구성하여 더 내구성을 가질 수 있기 때문에 더 이상 제조되지 않는다. 1970년, 루이지애나에 본사를 둔 인트라록스는 모든 플라스틱 모듈식 벨팅에 대한 최초의 특허를 등록했다.

## 구조
벨트 (기계)는 하나 이상의 재료 층으로 구성된다. 벨트는 상부 커버, 카카스 및 하부 커버의 세 가지 층을 갖는 것이 일반적이다. 카카스의 목적은 선형 강도와 형상을 제공하는 것이다. 카카스는 종종 씨실 (직조)과 날실이 있는 직조 또는 금속 패브릭이다. 날실은 저항 및 탄성 특성이 벨트의 작동 특성을 정의하는 종방향 코드이다. 씨실은 벨트의 특정 저항성을 절단, 찢어짐 및 충격에 대해 허용하고 동시에 높은 유연성을 허용하는 전체 횡방향 케이블 세트를 나타낸다. 가장 일반적인 카카스 재료는 강철, 폴리에스터, 나일론, 면섬유 및 아라미드(트와론 또는 케블라를 브랜드 이름으로 하는 내열성이 강하고 강한 합성 섬유 종류)이다. 커버는 일반적으로 벨트 사용에 따라 지정되는 다양한 고무 또는 플라스틱 화합물이다.
강철 컨베이어 벨트는 고강도 등급이 필요할 때 사용된다. 예를 들어, 설치된 최고 강도 등급 컨베이어 벨트는 강철 코드이다. 이 컨베이어 벨트는 10,000 N/mm (57,000 lbf/in)의 강도 등급을 가지며, 칠레 추키카마타 광산에서 작동한다. 폴리에스터, 나일론, 면섬유는 낮은 강도 등급에서 인기가 있다. 아라미드는 630–3,500 N/mm (3,600–20,000 lbf/in) 범위에서 사용된다. 아라미드를 사용하는 장점은 에너지 절약, 향상된 수명, 향상된 생산성이다. 예를 들어, 중화인민공화국 옌저우 탄광의 일부인 바오디안 탄광에 설치된 2,250-뉴턴-매-밀리미터 (12,800 lbf/in), 3,400-미터-long (3,700 yd) 길이의 지하 벨트는 15% 이상의 에너지 절감 효과를 제공하는 것으로 보고되었다. 반면 선화 그룹은 11,600 m (7.2 마일) 길이의 4,400-뉴턴-매-밀리미터 (25,000 lbf/in) 벨트를 포함하여 여러 아라미드 컨베이어 벨트를 설치했다.

## 응용 분야
오늘날에는 다양한 종류의 재료를 운반하기 위해 생성된 다양한 유형의 컨베이어 벨트가 있으며, PVC 및 고무 재료로 제공된다.
벨트 위를 흐르는 재료는 벨트 저울을 사용하여 운송 중에 무게를 측정할 수 있다. 승강 벨트로 알려진 규칙적으로 간격이 있는 칸막이가 있는 벨트는 느슨한 재료를 가파른 경사를 따라 운반하는 데 사용된다. 벨트 컨베이어는 자가 하역 벌크 화물선과 라이브 바닥 트럭에 사용된다. 벨트 컨베이어 기술은 무빙워크 또는 에스컬레이터와 같은 컨베이어 운송에서도 사용되며, 많은 조립 라인에서도 사용된다. 상점에는 종종 계산대에 쇼핑 품목을 이동시키는 컨베이어 벨트가 있으며, 이 과정에서 계산대 구분 막대를 사용할 수 있다. 스키장에서도 컨베이어 벨트를 사용하여 스키어를 언덕 위로 운반한다. 벨트 컨베이어의 산업 및 제조 응용 분야에는 패키지 처리, 트로프 벨트 컨베이어, 쓰레기 처리, 가방 처리, 코딩 컨베이어 등이 포함된다. 컨베이어 시스템 작동을 위한 휴먼 머신 인터페이스(HMI) 통합은 개발 단계에 있으며 효율적인 혁신이 될 것이다.

### 장거리 벨트 컨베이어

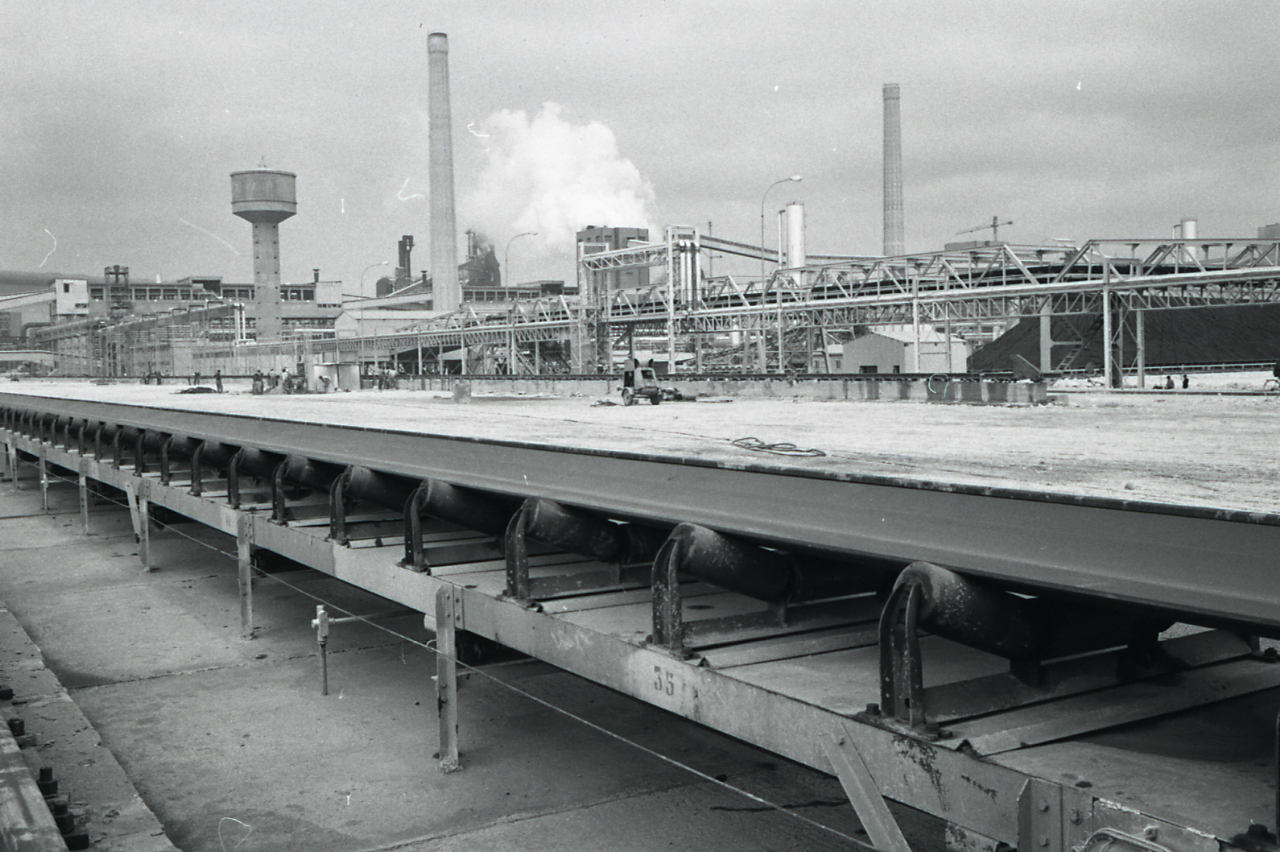
타란토, 파올로 몬티, 1964

세계에서 가장 긴 벨트 컨베이어 시스템은 서부 사하라에 있다. 이 시스템은 1972년 프리드리히 크루프 GmbH(현 티센크루프)가 건설했으며, 부 크라의 인산염 광산에서 엘아이운 남쪽 해안까지 98 km (61 마일) 길이이다.
공항에서 가장 긴 컨베이어 시스템은 두바이 국제공항의 수하물 처리 시스템으로 63 km (39 마일)이다. 이 시스템은 지멘스 (기업)가 설치했으며 2008년에 가동되었으며, 전통적인 벨트 컨베이어와 트레이 컨베이어의 조합이다.
서호주 보딩턴 보크사이트 광산은 공식적으로 세계에서 가장 긴 단일 비행 컨베이어를 보유한 것으로 인정받고 있다. 단일 비행이란 부하가 이전되지 않고 전체 길이 동안 단일 연속 시스템을 의미한다. 이 컨베이어는 31-킬로미터-long (19 mi) 길이의 컨베이어가 20-킬로미터-long (12 mi) 길이의 컨베이어를 공급하는 케이블 벨트 컨베이어 시스템이다. 케이블 벨트 컨베이어는 보다 일반적인 아이들러 벨트 시스템의 변형이다. 아이들러 위에서 작동하는 대신 케이블 벨트 컨베이어는 두 개의 끝없는 강철 케이블(강철 와이어 로프)에 의해 지지되며, 이들은 다시 아이들러 도르래 바퀴에 의해 지지된다. 이 시스템은 달링 레인지의 어려운 지형을 통과하여 워슬리 알루미나 제련소로 보크사이트를 공급한다.
두 번째로 긴 단일 트로프 벨트 컨베이어는 남아프리카 세쿤다 근처의 26.8-킬로미터-long (16.7 mi) 임푸멜렐로 컨베이어이다. 이 컨베이어는 미국 워싱턴주 벨링햄에 기반을 둔 컨베이어 다이나믹스(Conveyor Dynamics, Inc.)가 설계하고 남아프리카 요하네스버그에 기반을 둔 ELB 엔지니어링(ELB Engineering)이 건설했다. 이 컨베이어는 광산에서 석탄을 디젤 연료로 변환하는 제련소까지 2,400 t/시간 (2,600 쇼트톤 매 시간)의 석탄을 운송한다. 세계에서 세 번째로 긴 트로프 벨트 컨베이어는 호주 퀸즐랜드주 웨스트파머스 근처의 20-킬로미터-long (12 mi) 커라 컨베이어이다. 컨베이어 다이나믹스(Conveyor Dynamics, Inc.)가 기본 엔지니어링, 제어 시스템 및 시운전을 제공했다. 상세 엔지니어링 및 건설은 라잉 오루크(Laing O'Rourke)가 완료했다.
가장 긴 단일 벨트 국제 컨베이어는 인도 메갈라야에서 방글라데시 차탁의 시멘트 공장까지 운행한다. 길이는 약 17 km (11 마일)이며, 인도 채석장에서 시멘트 공장까지(7 km or 4.3 마일는 인도, 10 km or 6.2 마일는 방글라데시) 960 t/시간 (1,060 쇼트톤 매 시간)의 석회암과 셰일을 운반한다. 이 컨베이어는 아움문트 프랑스(AUMUND France)와 라르센 & 투브로(Larsen & Toubro)가 설계했다. 이 컨베이어는 총 1.8MW의 전력을 공급하는 3개의 동기화된 구동 장치로 작동된다(방글라데시의 머리 끝단에 2개, 인도의 꼬리 끝단에 1개). 컨베이어 벨트는 인도 쪽에서 300-미터 (980-피트) 길이로, 방글라데시 쪽에서 300-미터 (980-피트) 길이로 제조되었다. 이 시스템의 아이들러 또는 롤러는 독특하며 지형을 따라 수평 및 수직 곡선을 모두 수용하도록 설계되었다. 우기 동안 침수되는 것을 방지하기 위해 항상 지상 5 미터 (16 ft) 이상의 최소 높이에 있는 컨베이어의 유지보수를 위해 전용 차량이 설계되었다.

### 벨트 컨베이어 안전 시스템
산업 환경에서 사용되는 컨베이어에는 컨베이어 길이를 따라 인계철선과 같은 트립 메커니즘이 포함된다. 이를 통해 작업자는 문제가 발생했을 때 컨베이어를 즉시 종료할 수 있다. 컨베이어가 작동될 예정임을 직원에게 알리는 경고 알람이 포함되어 있다. 미국에서는 미국 산업안전보건청이 OSHA 1926.555에 따라 컨베이어 안전 규정을 발표했다.
컨베이어를 보호하는 데 사용되는 다른 시스템으로는 벨트 흔들림 스위치, 속도 스위치, 벨트 찢어짐 스위치, 비상 정지 등이 있다. 벨트 흔들림 스위치는 벨트가 구조를 따라 정렬을 잃기 시작하면 컨베이어를 멈춘다. 속도 스위치는 벨트가 필요한 속도로 작동하지 않는다고 등록되면 벨트를 멈춘다. 벨트 찢어짐 스위치는 절단이나 찢어짐이 발생하여 벨트가 추가 손상 위험에 처해 있음을 나타내면 벨트를 멈춘다. 트립 코드 오작동 시 컨베이어 제어 상자에 비상 정지가 있을 수 있다.

### 재활용
마모된 고무 또는 탄성 중합체 벨트는 다양한 방법으로 재활용될 수 있다. 이 재료의 응용 분야에는 공구 상자 라이너, 피로 방지 바닥 매트, 부두 범퍼, 조경 가장자리, 가축 울타리, 및 수로 전환이 포함된다.

## 같이 보기
- 수하형 컨베이어 벨트
- 체크 저울
- 컨베이어 도르래
- 컨베이어 시스템
- 곡물 창고
- 무빙워크
- 텐셔너
- 트레드밀